# Amu Daria

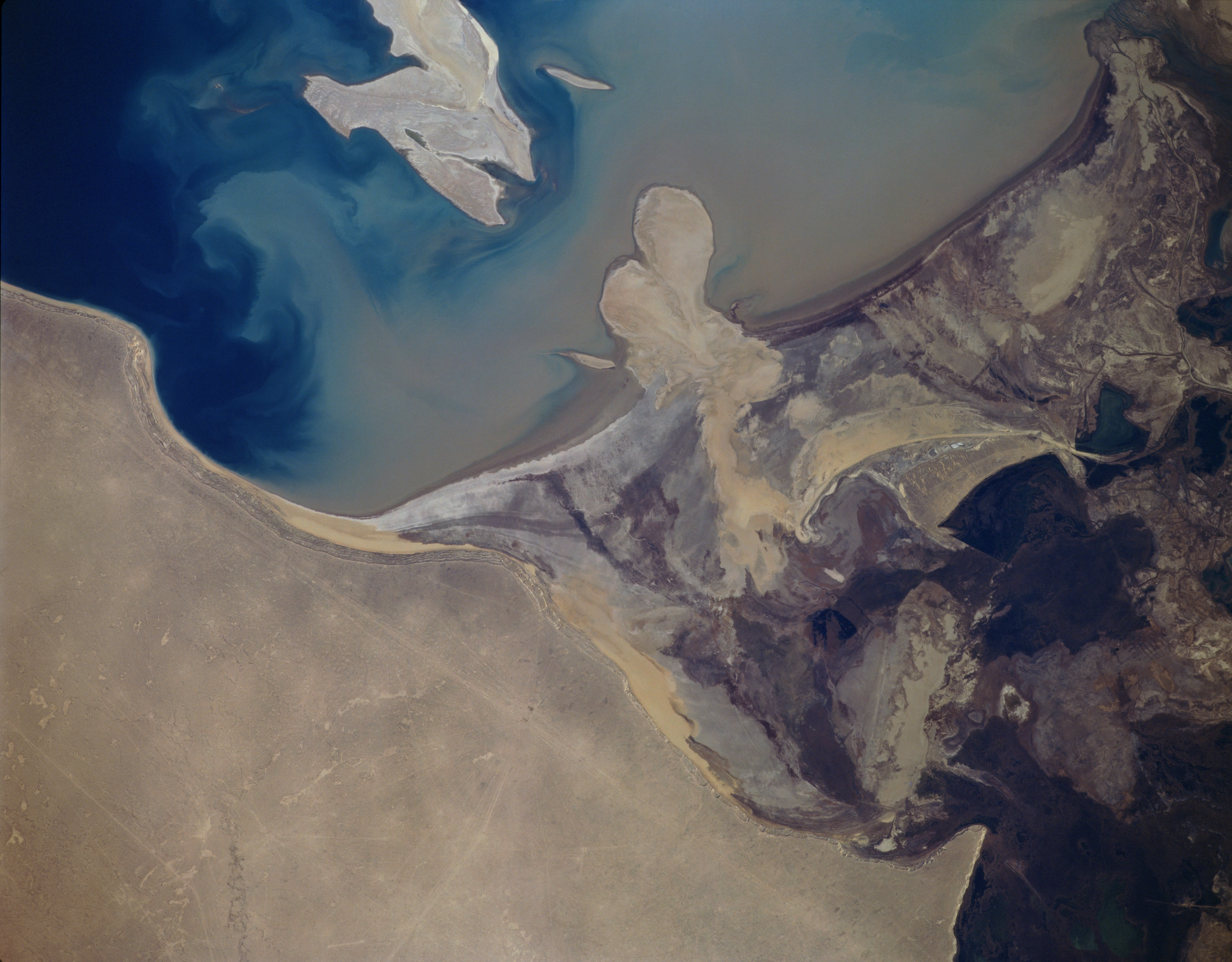
Vista de satélite del antiguo delta del Amu Daria (1994)

El río Amu Daria (en tayiko, Омударё o дарёи Ому, Omudaryo o Daryoi Omu; en persa آمودریا, Âmudaryâ; en uzbeko, Amudaryo, donde darya en persa antiguo significa mar o gran río) es un largo río de Asia Central, antiguamente llamado Pamir y Oxus, por los griegos. Nace en la cordillera del Pamir, sirve de frontera natural entre Afganistán, Tayikistán, Turkmenistán y Uzbekistán y desemboca en el mar de Aral. Tiene un curso aproximado de 2540 kilómetros. Anteriormente desembocaba en el mar Caspio.
Recibe el nombre de la ciudad de Āmul, actual Türkmenabat por la cual fluye.

## Descripción
La longitud total del río es de 2400 kilómetros (1491,3 mi) y su cuenca de drenaje tiene una superficie total de 534 739 kilómetros cuadrados (206 462,9 mi²), proporcionando una descarga media de unos 97,4 km³ de agua al año. El río es navegable a lo largo de más de 1450 kilómetros (901 mi). Toda el agua procede de las altas montañas del sur, donde las precipitaciones anuales pueden ser superiores a 1000 mm (39,4 plg). Incluso antes de que se iniciara la irrigación a gran escala, la elevada evaporación estival hacía que no toda esta descarga llegara al Mar de Aral, aunque hay indicios de que los grandes glaciares del Pamir proporcionaron suficiente agua de deshielo para que el Aral se desbordara durante los siglos XIII y XIV.
Desde finales del siglo XIX ha habido cuatro reclamaciones diferentes como la verdadera fuente del Oxus:
- El río Pamir, que nace en el lago Zorkul (antes también conocido como lago Victoria) en las montañas del Pamir (antiguo monte Imeon), y fluye hacia el oeste hasta Qila-e Panja, donde se une al río Wakhan para formar el río Panj.
- El Sarhad o Pequeño Pamir Río que fluye por el Pequeño Pamir en el Alto Wakhan
- El lago Chamaktin, que desemboca al este en el río Aksu, que a su vez se convierte en el Murghab y luego en el Bartang, y que finalmente se une a la rama del Panj Oxus 350 kilómetros aguas abajo en Roshan Vomar, en Tayikistán.
- Una cueva de hielo al final del valle de Wakhjir, en el Corredor de Wakhan, en los montes Pamir, cerca de la frontera con Pakistán.

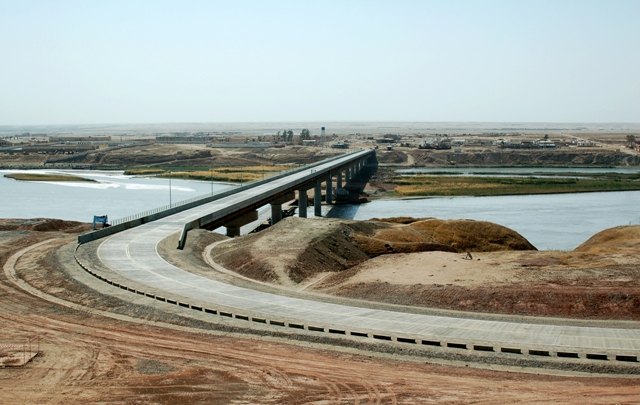
Puente sobre el Daria entre Tayikistán y Afganistán en Panji Poyon.

Un glaciar se convierte en el río Wakhan y se une al río Pamir unos 50 kilómetros (31,1 mi) aguas abajo. La expedición de Bill Colegrave a Wakhan en 2007 descubrió que tanto el demandante 2 como el 3 tenían la misma fuente, el arroyo Chelab, que se bifurca en la cuenca del Pequeño Pamir, desembocando la mitad en el lago Chamaktin y la otra mitad en la corriente madre del Pequeño Pamir/Río Sarhad. Por lo tanto, el arroyo Chelab puede considerarse correctamente como la verdadera fuente o corriente madre del Oxus. El río Panj forma la frontera de Afganistán y Tayikistán. Fluye hacia el oeste hasta Ishkashim, donde gira hacia el norte y luego hacia el noroeste a través del Pamir, pasando por el Puente de la Amistad entre Tayikistán y Afganistán. Posteriormente forma la frontera de Afganistán y Uzbekistán durante unos 200 kilómetros (124,3 mi), pasando por Termez y el Puente de la Amistad entre Afganistán y Uzbekistán. Delimita la frontera de Afganistán y Turkmenistán durante otros 100 kilómetros (62,1 mi) antes de desembocar en Turkmenistán en Atamurat. Atraviesa Turkmenistán de sur a norte, pasando por Türkmenabat, y forma la frontera de Turkmenistán y Uzbekistán desde Halkabat. A continuación, el Complejo Hidráulico de Tuyamuyun lo divide en numerosos cursos de agua que formaban el delta del río que se une al mar de Aral, pasando por Urgench, Daşoguz y otras ciudades, pero ya no llega a lo que queda del mar y se pierde en el desierto. El uso del agua del Amu Darya para el riego ha sido uno de los principales factores que han contribuido a la disminución del mar de Aral desde finales de la década de 1950. Los registros históricos afirman que, en diferentes periodos, el río desembocaba en el Mar de Aral (desde el sur), en el Mar Caspio (desde el este), o en ambos, de forma similar al Syr Darya (Jaxartes, en griego antiguo).

## Geografía

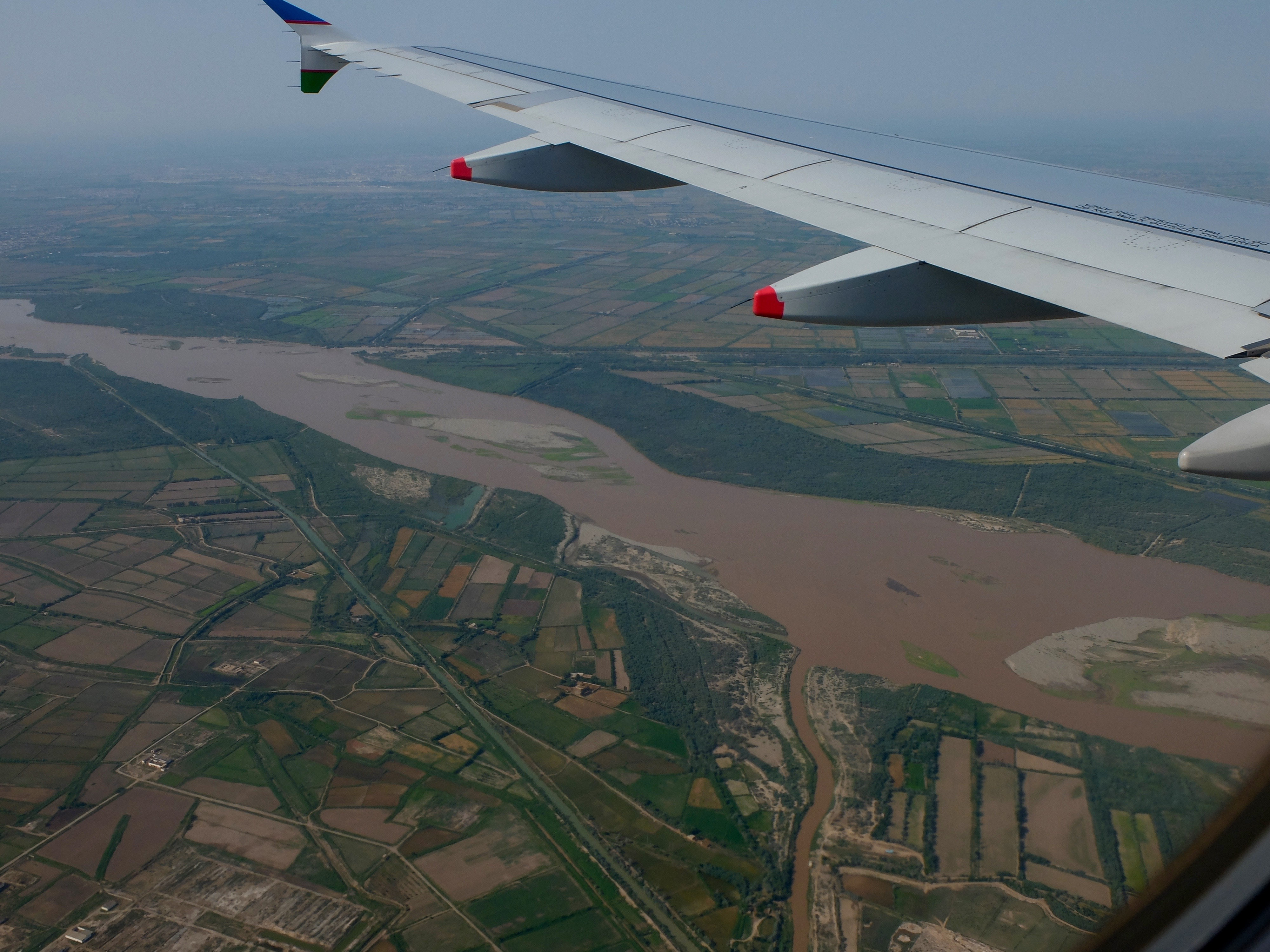
Río Amu Daria en las cercanías de Urganch

El Amu Daria nace en la unión del río Vajsh (786 km) y el río Panj (1125 km). La población local se refiere al río como Jayhoun (جيحون) el cual se pensaba que derivaba Gihon, el nombre bíblico para uno de los cuatro ríos del jardín de Edén o paraíso. El río también es conocido por este nombre por la mayor parte de los escritores islámicos medievales.
El río es navegable durante 1450 kilómetros, siendo su longitud total de 2540 kilómetros y su cuenca de 534.739 km². Al año vierte al mar de Aral alrededor de 55 kilómetros cúbicos de agua, que viene de las montañas del sur donde la precipitación anual ronda los 1000 milímetros. Incluso antes de comenzar la irrigación masiva, la gran evaporación durante el verano impide que gran parte del agua alcance el mar.

## Historia
Hay evidencias de que los glaciares de Pamir proporcionaron bastante agua al río durante los siglos XIV y XIII a. C.
Los escritos históricos indican que en diversos períodos el río fluyó hasta el mar de Aral (por el sur), al mar Caspio (por el este) o ambos. El último cambio de desembocadura se documenta en el siglo XIII, cuando se produce la conquista de Kunya-Urgench por parte de los mongoles tras desviar el Amu Daria y propiciar así la inundación de la ciudad; antes el río discurría atravesando la cuenca del lago Sariqamish, formando rápidos y cataratas a través del cauce actualmente seco del Uzboy, para desembocar en una gran bahía existente en ese momento al este del Caspio.
Los antiguos griegos llamaban al Amu Darya el Oxus. En la antigüedad, el río se consideraba la frontera entre el Gran Irán y Turán (en persa: تُوران‎). El drenaje del río se encuentra en la zona comprendida entre los antiguos imperios de Gengis Kan y Alejandro Magno, aunque se produjeron en épocas muy diferentes. Cuando los mongoles llegaron a la zona, utilizaron el agua del Amu Darya para inundar Konye-Urgench. Una ruta meridional de la Ruta de la Seda recorría parte del Amu Darya en dirección noroeste desde Termez antes de dirigirse hacia el oeste hasta el Mar Caspio.
Se cree que el curso del Amu Darya a través del desierto de Karakum ha sufrido varios cambios importantes en los últimos miles de años. Gran parte del tiempo -más recientemente desde el siglo XIII hasta finales del siglo XVI- el Amu Darya desembocaba tanto en el mar de Aral como en el Caspio, llegando a este último a través de un gran distribuidor llamado río Uzboy. El Uzboy se separa del canal principal justo al sur del delta del río. A veces el caudal de los dos brazos era más o menos igual, pero a menudo la mayor parte del caudal del Amu Darya se dividía hacia el oeste y desembocaba en el Caspio.
La población comenzó a asentarse a lo largo del bajo Amu Darya y el Uzboy en el siglo V, estableciendo una próspera cadena de tierras agrícolas, pueblos y ciudades. Hacia 985 d. C., la enorme Gurganj en la bifurcación de las bifurcaciones comenzó a desviar agua hacia el Aral. Las tropas de Genghis Khan destruyeron la presa en 1221, y el Amu Darya pasó a distribuir su caudal más o menos equitativamente entre el tronco principal y el Uzboy. Pero en el siglo XVIII, el río volvió a girar hacia el norte, desembocando en el mar de Aral, camino que ha seguido desde entonces. Cada vez bajaba menos agua por el Uzboy. Cuando el explorador ruso Bekovich-Cherkasski inspeccionó la región en 1720, el Amu Darya ya no desembocaba en el mar Caspio.

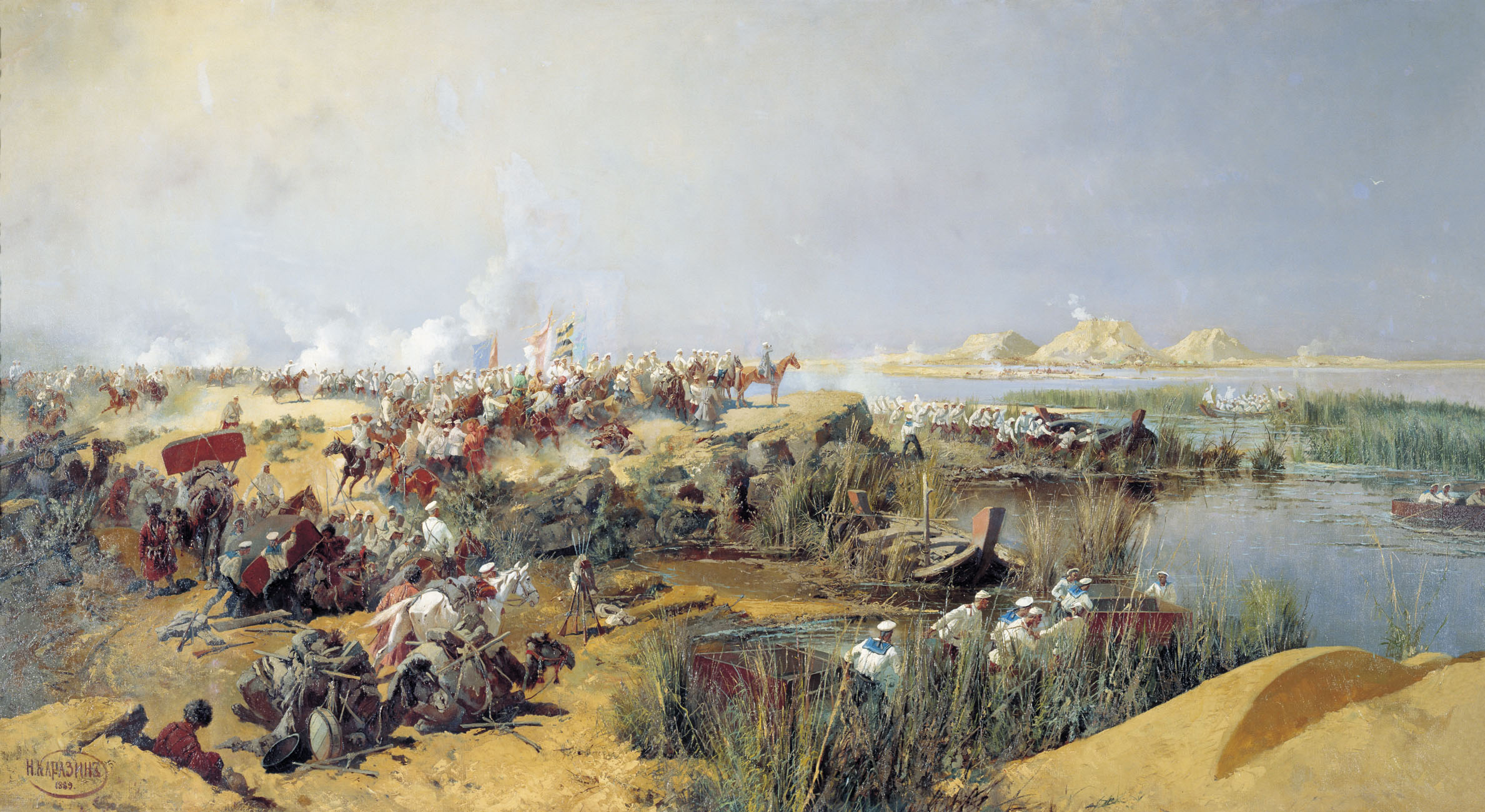
Tropas rusas cruzando el Amu Darya, c. 1873.

En la década de 1800, la composición etnográfica de la región fue descrita por Peter Kropotkin como las comunidades de "los Khanates vasallos de Maimene, Khulm, Kunduz, e incluso el Badakshan y Wahkran." Un inglés, William Moorcroft, visitó el Oxus hacia 1824, durante el período de La Gran Caza. Otro inglés, un oficial de la marina llamado John Wood, llegó con una expedición para encontrar el nacimiento del río en 1839. Encontró el actual lago Zorkul, lo llamó lago Victoria y proclamó que había encontrado la fuente. Después, el explorador y geógrafo francés Thibaut Viné recopiló mucha información sobre esta zona durante cinco expediciones entre 1856 y 1862.
La cuestión de encontrar una ruta entre el valle del Oxus y la India ha preocupado históricamente. Una ruta directa atraviesa pasos de montaña extremadamente altos en el Hindu Kush y zonas aisladas como Kafiristan. Algunos en Gran Bretaña temían que el Imperio de Rusia, que en aquella época ejercía una gran influencia sobre la zona del Oxus, superara estos obstáculos y encontrara una ruta adecuada a través de la cual invadir la India británica - pero esto nunca llegó a suceder. La zona fue tomada por Rusia durante la conquista rusa del Turquestán.
La Unión Soviética se convirtió en la potencia gobernante a principios de la década de 1920 y expulsó a Mohammed Alim Khan. Posteriormente, sofocó el movimiento Basmachi y asesinó a Ibrahim Bek. Una gran población de refugiados centroasiáticos, entre ellos turcomanos, tayikos y uzbekos, huyó al norte de Afganistán. En las décadas de 1960 y 1970, los soviéticos empezaron a utilizar el Amu Darya y el Syr Darya para regar extensos campos de algodón en la llanura centroasiática. Antes de esta época, el agua de los ríos ya se utilizaba para la agricultura, pero no a esta escala masiva. El Canal de Qaraqum, el Canal de Karshi y el Canal de Bujará fueron algunos de los mayores desvíos de riego construidos. Sin embargo, el Canal Turcomano Principal, que habría desviado el agua a lo largo del lecho seco del río Uzboy hacia el centro de Turkmenistán, nunca llegó a construirse. En la década de 1970, en el transcurso de la Guerra soviético-afgana, las fuerzas soviéticas utilizaron el valle para invadir Afganistán a través de Termez. La Unión Soviética cayó en la década de 1990 y Asia Central se dividió en los numerosos países más pequeños que se encuentran dentro o parcialmente dentro de la cuenca del Amu Darya.
Durante la era soviética, se instauró un sistema de reparto de recursos en el que Kirguistán y Tayikistán compartían el agua procedente del Amu y el Syr Darya con Kazajistán, Turkmenistán y Uzbekistán en verano. A cambio, Kirguistán y Tayikistán recibían carbón, gas y electricidad kazajos, turcomanos y uzbekos en invierno. Tras la caída de la Unión Soviética, este sistema se desintegró y las naciones centroasiáticas no han conseguido restablecerlo. Las infraestructuras inadecuadas, la mala gestión del agua y los métodos de irrigación obsoletos agravan el problema.

### Proyecto de introducción del tigre de Siberia
El tigre del Caspio solía habitar a lo largo de las orillas del río. Tras su extinción, se sugirió el delta del Darya como lugar potencial para la introducción de su pariente más cercano superviviente, el tigre de Siberia. Se inició un estudio de viabilidad para investigar si la zona era adecuada y si tal iniciativa recibiría el apoyo de los responsables pertinentes. Una población viable de tigres de unos 100 animales requeriría al menos 5000 km² (1930,5 mi²) de grandes extensiones de hábitat contiguo con ricas poblaciones de presas. Este tipo de hábitat no está disponible en este momento y no puede proporcionarse a corto plazo. Por lo tanto, la región propuesta no es adecuada para la reintroducción, al menos en esta fase.

### Extracción de recursos
En enero de 2023, la Xinjiang Central Asia Petroleum and Gas Company (también conocida como CAPEIC) firmó un acuerdo de inversión de 720 millones de dólares por cuatro años con el gobierno talibán de Afganistán para la extracción en su parte de la cuenca del Amu Darya. El acuerdo otorgará un 15% de regalías al gobierno afgano durante los 25 años de vigencia. Los chinos consideran esta cuenca como el tercer yacimiento potencial de gas más grande del mundo.